# Ordine alfabetică
Ordine alfabetică este o sortare după ordinea litererelor din alfabet. In această sortare se ține cont de diferitele caractere a literelor, ca de exemplu diacritice, majuscule, cifre sortarea fiind făcută după anumite criterii și norme bine definite. Scopul acestei sortări fiind ușurarea căutării unor denumiri, termeni într-o listă sau tabel.

## Diferite tipuri de sortare
| Sortarea în cartea de telefoane austriacă - ä urmează după a - ö urmează după o - ü urmează după u - ß urmează după ss - St. urmează după Sankt Sortarea britanică - ä urmează după a - ö urmează după o - ü urmează după u - ß urmează după s - Mc și Mac sunt pe același loc | Sortarea română - ă urmează după a - â urmează după ă - î urmează după i - ș urmează după s - ț urmează după t Sortarea suedeză - å urmează după z - ä urmează după å - ö urmează după ä - ü și y sunt pe același loc |